# Anomalies congénitales de la glycosylation
Pour les articles homonymes, voir CDG.
Les anomalies congénitales de la glycosylation (en anglais, Congenital Disorders of Glycosylation ou CDG) regroupent l'ensemble des déficits  enzymatiques congénitaux de la glycosylation. 
Les manifestations cliniques sont très variées allant d'un retard mental et hypotonie avec atteintes de plusieurs organes s'accompagnant d'hypoglycémie  à des manifestations bénignes. 

## Autres noms
- Congenital Disorders of Glycosylation ou CDG Syndrome
- Syndrome des glycoprotéines déficientes en hydrates de carbone

## Types
Il existe plus de 100 maladies de ce type. La plupart concernent la glycosylation des protéines (essentiellement N-glycosylation). Il a été cependant décrit des troubles de la glycosylation des lipides.

## Étiologie
Maladie due à la mutation du gène de la N-acétyl-glucosamine transférase, qui intervient dans le signal glucose-6-phosphate. Or dans l'ACDG, une grande partie des particules ne sont pas marquées par ce signal et ne sont donc pas adressées aux lysosomes en vue d'être dégradées. C'est le cas par exemple des protéines mal configurées mais aussi des hydrolases (enzyme des lysosomes nécessaires à la dégradation). Les hydrolyses restent donc dans le cytosol et peuvent dégrader les autres constituants de la cellule.

## Description
Ces maladies concernent l'ensemble des organes, avec une atteinte neurologique prédominante. 

## Conseil génétique

### Mode de transmission
Transmission autosomique récessive

## Sources
- (fr) [PDF] Seta, N. Encyclopédie Orphanet.
- (en) GeneTests: Medical Genetics Information Resource (database online). Copyright, University of Washington, Seattle. 1993-2005.